# Gernika Kirol Elkartea Saski Baloia
Il Gernika Kirol Elkartea Saski Baloia è una società femminile di pallacanestro di Guernica, fondata nel 1996.

## Storia
La squadra basca fa il suo esordio nella massima serie del campionato spagnolo di pallacanestro femminile nel 2014. Il miglior risultato in classifica è il terzo posto nella regular season conquistato nel 2016-17, eliminata ai quarti di finale dei play-off dal Lacturale Araski.
Nel 2018-19 partecipa all'Eurocup dove, classificata seconda nel proprio girone, viene eliminata nel primo turno dei play-off dal Galatasaray.

## Cronistoria
| Cronistoria del Gernika K.E.S.B.. |
| --- |
| - 1996 · fondazione del Gernika K.E.S.B.. - 2011-12 · 10ª in Liga Femenina 2. - 2012-13 · 6ª in Liga Femenina 2. - 2013-14 · 1ª in Liga Femenina 2; promossa in Liga Femenina de Baloncesto. - 2014-15 · 6ª in Liga Femenina de Baloncesto. - 2015-16 · 6ª in Liga Femenina de Baloncesto. - 2016-17 · Lointek, 3ª in Liga Femenina de Baloncesto; quarti di finale play-off. - 2017-18 · Lointek, 5ª in Liga Femenina de Baloncesto; quarti di finale play-off. - 2018-19 · Lointek, 4ª in Liga Femenina de Baloncesto; quarti di finale play-off. - 2019-20 · Lointek, 3ª in Liga Femenina de Baloncesto. - 2020-21 · Lointek, 4ª in Liga Femenina de Baloncesto, semifinali play-off. - 2021-22 · Lointek, 8ª in Liga Femenina de Baloncesto; quarti di finale play-off. - 2022-23 · Lointek, 5ª in Liga Femenina de Baloncesto; quarti di finale play-off. - 2023-24 · Lointek, in Liga Femenina de Baloncesto |